# Tomás de Torquemada
Tomás de Torquemada OP (Torquemada, 14 d'octubre de 1420 — Àvila, 16 de setembre de 1498), va ser un frare dominic castellà i primer gran inquisidor del moviment espanyol per homogeneïtzar les pràctiques religioses amb les de l'Església catòlica a finals del segle xv, coneguda també com a Inquisició espanyola o Santa Inquisició.
Principalment a causa de la persecució, els musulmans i els jueus a Espanya en aquella època van trobar convenient, socialment, políticament i econòmicament convertir-se al catolicisme (vegeu Converso, Morisco i Marrano). L'existència de conversos superficials (és a dir, criptojueus) va ser percebuda pels monarques espanyols d'aquella època (el rei Ferran i la reina Isabel) com una amenaça per a la vida religiosa i social d'Espanya. Això va portar a Torquemada, que ell mateix tenia avantpassats conversos, a ser un dels principals partidaris del Decret de l'Alhambra que va expulsar els jueus d'Espanya el 1492.
A causa del seu ús generalitzat de la tortura per extreure confessions i la defensa de la cremació a la foguera dels jutjats culpables, el nom de Torquemada s'ha convertit en sinònim de crueltat, intolerància religiosa i fanatisme.

## Biografia

### Primers anys de vida
Torquemada va néixer el 14 d'octubre de 1420, ja sigui a Valladolid, al Regne de Castella, o al proper poble de Torquemada; Provenia d'una família de conversos (conversos del judaisme); el seu oncle, Juan de Torquemada, era un cèlebre teòleg i cardenal l'àvia de la qual era conversa. El cronista del segle xv Hernando del Pulgar, contemporani de Torquemada i ell mateix convers, va registrar que l'oncle de Tomás de Torquemada, Juan de Torquemada, tenia un avantpassat, Álvaro Fernández de Torquemada, que estava casat amb una conversa de primera generació.
Torquemada va entrar al monestir dominicà local de San Pablo des de molt jove. Com a zelós defensor de l'ortodòxia de l'església, va guanyar-se una sòlida reputació d'aprenentatge, pietat i austeritat. Com a resultat, va ser ascendit a prior del monestir de Santa Cruz de Segòvia. En aquesta època, va conèixer la jove princesa Isabel, i tots dos van establir immediatament una relació ideològica i religiosa. Durant diversos anys, Torquemada va exercir de confessor i assessor personal habitual. Va estar present a la coronació d'Isabella el 1474, va continuar sent el seu aliat més proper i partidari i fins i tot li va aconsellar que es casés amb el rei Ferran d'Aragó el 1469 per consolidar els seus regnes i formar una base de poder que pogués aprofitar per als seus propis propòsits. Torquemada va sotmetre les ambicions de Ferran i es va convertir també en el seu confessor.

### Establiment del Sant Ofici de la Inquisició
Torquemada temia profundament els marrans i els moriscos com una amenaça per al benestar d'Espanya, tant per la seva creixent influència religiosa com per la seva dominació econòmica. La Corona d'Aragó tenia inquisidors dominics gairebé contínuament al llarg de bona part del segle xiv i XV. El rei Ferran i la reina Isabel van sol·licitar al papa Sixt IV que concedís la seva sol·licitud d'un sant ofici per administrar una inquisició espanyola. El papa va acceptar la seva petició i va establir el Sant Ofici per a la Propagació de la Fe l'1 de novembre del 1478.
La butlla papal va donar als sobirans poders complets per nomenar els inquisidors. Roma es va mantenir el dret de nomenar formalment els nominats reials. Henry Charles Lea va observar que la Inquisició espanyola a Castella i Aragó va romandre fermament sota la direcció de Ferran durant tot el regnat conjunt.

### Gran Inquisidor

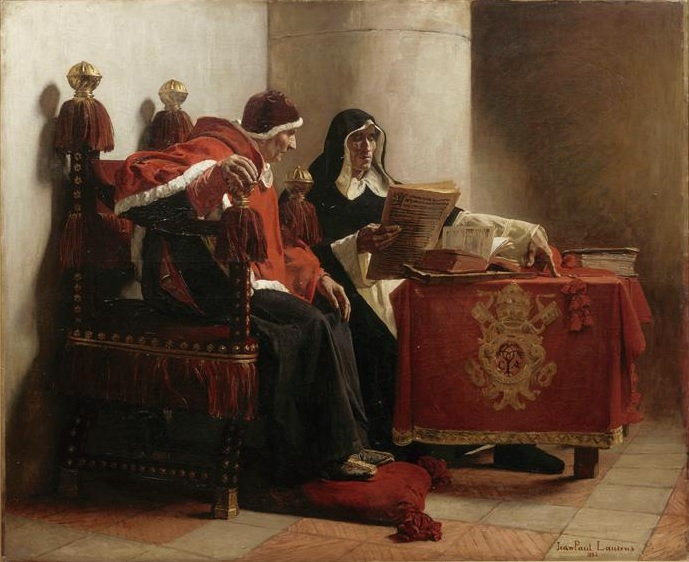
Torquemada i el Papa Sixt IV. The Pope and the Inquisitor, Jean-Paul Laurens (1882).

Després de ser destacat en els seus serveis com a monjo i erudit, Torquemada fou nomenat Inquisidor General el 1482. Un any després va ser nomenat Gran Inquisidor d'Espanya, que va romandre fins a la seva mort el 1498. El 1484, Torquemada va renunciar al seu paper de confessor reial a Diego Gaza, un dominic que finalment el succeiria com a Gran Inquisidor. L'any següent, en una assemblea general a Sevilla, Torquemada va promulgar els vint-i-vuit articles de fe que s'utilitzarien per guiar les investigacions dels inquisidors. L'extensió del seu poder sobre els dos regnes fou facilitada per l'assassinat de l'inquisidor Pedro Arbués el 1485 a Saragossa, atribuït a una banda d'«heretges» i jueus; i pel suposat assassinat ritual de l'així anomenat Sant Nen de La Guardia el 1491, també atribuït a una banda de jueus.
En els quinze anys sota la seva direcció, la Inquisició espanyola va passar d'un tribunal únic a Sevilla a una xarxa de dues dotzenes de sants oficis. Com a gran inquisidor, Torquemada va reorganitzar la Inquisició espanyola (originàriament establerta a Castella el 1478), establint tribunals a Sevilla, Jaén, Còrdova, Ciudad Real i (més tard) Saragossa. La seva missió era alliberar Espanya de tota heretgia. El cronista espanyol Sebastián de Olmedo el va anomenar "el martell dels heretges, la llum d'Espanya, el salvador del seu país, l'honor del seu orde".
Torquemada és recordat com a principal impulsor de la Inquisició espanyola que fou generalment responsable d'injustícies i patiments mitjançant l'ús de tortures, denúncies anònimes i execució per foguera en l'així anomenat «acte de fe». Torquemada va veure que els condemnats havien de portar una gramalleta, una peça penitencial que es portava sobre la roba, amb un disseny que especificava el tipus de penitència, si n'hi havia. Els hereus recaiguts, condemnats a cremar a la foguera portaven una gramalleta amb dissenys de flames o, a vegades, dimonis, dracs o serps. Els qui eren condemnats a ser penjats, portaven una creu de Sant Andreu.
El Tractat de Granada (1491), tal com es va negociar en la rendició final de l'estat musulmà d'al-Àndalus, va exigir clarament la protecció dels drets religiosos, però es va revertir poc més de tres mesos després pel Decret de l'Alhambra del 31 de març de 1492. Segons el nou Decret, aproximadament 40.000 jueus van ser expulsats d'Espanya amb només les seves possessions personals. Aproximadament 50.000 jueus més van rebre un bateig cristià per romandre a Espanya. Molts d'ells, denominats despectivament com a marrans per la majoria de cristians vells, guardaven secretament algunes de les seves tradicions jueves. Estaven entre els principals objectius de la Inquisició, però també perseguia qualsevol persona que la critiqués. Es van enviar tantes peticions de clemència a Roma que el papa es va adonar de la gravetat de Torquemada i, tres vegades, va convocar els representants de la Inquisició a Roma. A més, a Isabel i Ferran els preocupava que es desviessin tants diners al Sant Ofici que ells també protestaren al papa. Però el poder de Torquemada el va mantenir en posició fins a almenys 1494.
La Inquisició va arribar a tenir un control sobre la vida dels individus a Espanya amb una minuciositat rara volta igualada amb anterioritat al segle xx. Qualsevol persona a partir de dotze anys (les nenes) i catorze (els nens) era completament responsable per a la Inquisició. Els «heretges» (qualsevol cristià que no combregués amb les idees catòliques) i els conversos (que es convertien en catòlics per a evitar la persecució) foren els principals objectius, però qualsevol que gosés parlar en contra de la Inquisició era considerat sospitós. Per a evitar la propagació de les «heretgies», Torquemada, tal com es feia a tot Europa, promogué la crema de literatura no catòlica, en particular biblioteques jueves i àrabs.
Hi ha diverses estimacions del nombre de víctimes de la inquisició espanyola durant el regnat de Torquemada com a gran inquisidor. Hernando del Pulgar, secretari de la reina Isabel, va escriure que es van produir 2.000 execucions al llarg del seu regnat, que es va estendre molt més enllà de la mort de Torquemada. Juan Antonio Llorente, primer historiador del Sant Ofici, assegura que durant el seu mandat foren cremades més de deu mil persones i unes altres vint-i-set mil patiren penes infames.

### Defunció
Durant els seus darrers anys, la manca de salut de Torquemada, juntament amb les queixes generalitzades, va provocar que el papa Alexandre VI nomenés quatre inquisidors ajudants el juny de 1494 per frenar la inquisició espanyola i dissimular la seva riquesa acumulada. Tot i que el seu zel no es va reduir, Torquemada es va retirar al monestir de Sant Tomàs d'Aquino d'Àvila, deixant la seva cel·la només per assistir a la família reial. El 1498, encara en el càrrec, va celebrar la seva última assemblea general. Després de quinze anys com a gran inquisidor espanyol, Torquemada va morir al monestir el 16 de setembre de 1498 i va ser enterrat allà. La seva tomba va ser robada el 1832, només dos anys abans que la Inquisició fos definitivament dissolta. Els seus ossos van ser suposadament robats i incinerats ritualment de la mateixa manera que un acte de fe.

## Tomás Torquemada en la cultura popular
Mel Brooks el retrata cantant i ballant en un pastitx d'escenes dels clàssics musicals de Hollywood en la seva pel·lícula de 1981 History of the World, Part I.
Torquemada és representat a la sèrie Assassin's Creed com a membre líder del Ritu espanyol dels cavallers templers. És un dels principals antagonistes de la pel·lícula d'acció en directe Assassin's Creed, del 2016, on és interpretat per l'actor espanyol Javier Gutiérrez. També apareix com a principal antagonista dels videojocs, Assassin's Creed II: Discovery i Assassin's Creed Rebellion.
Torquemada apareix a l'antologia còmica britànica del 2000 AD.